# Barbara Neuwirth
Barbara Neuwirth (n. 13 noiembrie 1958, Eggenburg⁠(d), Austria Inferioară, Austria) este o scriitoare de  literatură științifico-fantastică și editoare austriacă.

## Biografie și carieră
Barbara Neuwirth s-a născut la 13 noiembrie 1958, la Eggenburg în Austria.
La vârsta de nouă ani, Barbara Neuwirth s-a mutat de la Drosendorf în Waldviertel la Viena. A studiat istoria, științele politice și etnologia la Universitatea din Viena. În perioada 1984-1997 a fost editor al editurii Verlegerin din Viena și a co-editat seria de cărți științifice Frauenforschung. Din 1997 lucrează independent ca lector pentru texte științifice. Ea scrie proză și drame. Barbara Neuwirth locuiește în Viena și în Mitter-Retzbach / Weinviertel.
În 1986 a primit din partea Fundației Theodor Körner Premiul pentru promovarea literaturii. Anul următor, Barbara Neuwirth a primit din partea  provinciei Austria Inferioară premiul de recunoaștere literară pentru activitatea sa (la fel și în 2009). În 1998 i s-a oferit premiul pentru literatură din partea orașului Viena. În 2005, Barbara Neuwirth a primit Premiul Anton-Wildgans.

## Lucrări scrise

### Autoare
În 1990 a publicat în colecția Phantastische Bibliothek (Biblioteca fantastică) a editurii Suhrkamp din Frankfurt culegerea de povestiri In den Gärten der Nacht. Phantastische Erzählungen  (cu sensul de În grădinile nopții. Povestiri fantastice).
Au urmat Dunkler Fluß des Lebens (Râul întunecat al vieții, în Phantastische Bibliothek, în 1995), Blumen der Peripherie (Flori de la periferie) în 1994, nuvela Im Haus der Schneekönigin (În casa Reginei de zăpadă) în 1994, Über die Thaya în 1994, Die Liebe ist ein grüner Waschtrog. Ein letzter Versuch über die Ehre der Männer în 1996, Das gestohlene Herz. Ein romantisches Märchen în 1998, Wien Stadt Bilder în 1998, nuvela  Empedokles' Turm în 1998.
Barbara Neuwirth a mai scris Tarot Suite. Ein Episodenroman în 2001 (împreună cu  Harald Friedl, Margit Hahn, Heinz Janisch și Norbert Silberbauer), Antigone. Und wer spielt die Amme? Theaterstück în 2003, Eurydike. Theaterstück în 2005, Eurydike revisited. Ein Monolog în  2006 sau Das steinerne Schiff. Erzählungen aus dem Land zwischen Donau und Thaya în 2008.

### Editoare
Ca editoare a publicat antologii ca Eisfeuer. Erotische Gedichte von Frauen (Foc de gheață. Poezii erotice ale femeilor) în 1986, Blass sei mein Gesicht. Vampirgeschichten în 1988, Frauen, die sich keine Kinder wünschen. Eine liebevolle Annäherung an die Kinderlosigkeit în 1988, Im kleinen Kreis. Kriminalgeschichten österreichischer Autorinnen în 1988, Schriftstellerinnen sehen ihr Land. Österreich aus dem Blick seiner Autorinnen în 1995, Frust der Lust. Männer, die sich verweigern în 1996, Schreibfluss 1980–2000. Eine literarische Anthologie und Dokumentationder Arbeitsgemeinschaft „Autorinnen“ în 2000 sau Female science faction reloaded în 2008.

## Vezi și
- Listă de scriitori de literatură științifico-fantastică
- Listă de scriitori de limbă germană
- Științifico-fantasticul în Austria